# Giwi
Giwi – miasto w Iranie, w ostanie Ardabil. W 2016 roku liczyło 7101 mieszkańców.